# Statut horloger
Apparu entre 1920 et 1930, le statut horloger définit l'ensemble des mesures juridiques prises par la Suisse pour protéger l'industrie horlogère. Ce cartel visait à endiguer le chablonnage, consistant à vendre des mouvements de montres en pièces détachées, remontés ensuite à l'étranger pour contourner les droits de douane élevés sur les produits terminés, ainsi que la chute des prix. C'est ainsi qu'un permis d'exportation et de fabrication fut instauré (1934) et les tarifs voulus par les organisations patronales furent rendus obligatoires (1936). Ce statut permet à la Suisse de renforcer sa place de leader sur le marché mondial tout en maintenant en place un système de production reposant sur une multiplicité de petites et moyennes entreprises. Toutefois, au cours des années 1950, des voix s’élèvent pour demander une libéralisation du système. Dès 1962, le statut horloger devient une exigence de qualité avec la soumission des produits à un contrôle technique (CTM), puis le label Swiss Made dès 1972.

## Maintien des TPE et PME dans le secteur horloger
Le but poursuivi par le Statut horloger était le maintien d’un tissu industriel formé de petites et moyennes entreprises. Il est largement atteint : parmi les 2 241 entreprises de l'horlogerie que recense la confédération suisse 79 % d'entre elles salarient 20 personnes au maximum  Cette conservation résulte de la politique menée par les autorités fédérales, en accord avec les milieux horlogers. Ainsi, l'agrandissement, le déplacement géographique ou le changement de raison sociale font l'objet d'un permis délivré par le département de l'économie publique selon l'arrêté fédéral de 1934. Chaque entreprise bénéficie également d’un quota officiel d’ouvriers qu'elle ne peut dépasser. Le soutien politique aux petites entreprises est ainsi très fort et les patrons horlogers connaissent une grande prospérité dans les années du cartel. Les dividendes versés par les entreprises horlogères à leurs actionnaires dans les années 1939-1956 s’élèvent en moyenne à 14 % contre 7,8 % pour l’industrie dans son ensemble.

## La menace internationale
Mais le climat change peu avant les années 1950. C'est la société Timex qui inquiète dans un premier temps. L'expertise de la société américaine dans la production de munitions en masse lui permet de maîtriser les coûts de production de montres bracelet bas de gamme jusqu'à en écouler 22 millions de pièces en 1969. Seiko suivra avec la production de montres à remontage mécanique assemblées à la chaîne dès 1959. Par ailleurs, le président de « l’Elgin National Watch Company », une grande manufacture d’horlogerie américaine, déclare au cours d’une assemblée de l’Association des bijoutiers grossistes américains que les importateurs d’horlogerie de son pays « soutiennent l’un des plus puissants monopoles du monde ». En 1948, devant une commission de députés, il présente un train de mesures tendant à protéger l’industrie horlogère des États-Unis. Il préconise en particulier : « La nécessité de limiter les transactions avec des pays dont l’industrie est réglementée par voie de cartel ». L’apparition de ces nouveaux concurrents et la pression qu'ils instaurent dans les relations commerciales, amène certains grands fabricants d’horlogerie suisse à demander une réforme du système. La compétition mondiale nécessite en effet l’adoption de nouveaux systèmes de production et la délocalisation à l’étranger de certaines activités productives à faible valeur ajoutée. L'industrie de l'horlogerie va alors se libéraliser.

## Libéralisation difficile
L’abandon du cartel ne fait pas l’unanimité dans les milieux horlogers. Craignant de perdre leur monopole de fournisseurs de mouvement et de pièces détachées de l'horlogerie, l’ASUAG et quelques sous-traitant, critiquent les initiatives afin d’abandonner les permis de fabrication et le contrôle des exportations de mouvements.
En opposition aux fabricants de fournitures et de pièces, les assembleurs et les fabricants de montres complètes défendent des intérêts différents. Ils estiment que la libéralisation du secteur leur permettra de moderniser leur appareil de production. Et ils obtiennent gain de cause. Subissant toujours plus la concurrence internationale, le Statut horloger est révisé une première fois par l’Assemblée fédérale en 1961. Un régime transitoire permettra un changement en douceur dans les années 1962 - 1970 : le contrôle des exportations de parties de mouvements et d’ébauches est en revanche maintenu. Le Statut horloger est officiellement abandonné en 1971 mais l’industrie horlogère n’est pas complètement libéralisée. La mesure de protection du Swiss Made adoptée assure un maintien des activités en Suisse (Aujourd'hui le label Swiss Made pour les montres reste très controversé car il suffit que 50 % de la valeur constituant le mouvement soit fabriquée en Suisse pour que le label Swiss Made soit apposé). À cette période de libéralisation suivront les premières concentrations qui mèneront aux grands groupes horlogers tel le Swatch Group ou le groupe Richemont que l'on connaît aujourd'hui.